# Gorilla (együttes)
A Gorilla egy magyar psychobilly együttes, akik a műfaj magyarországi történetében elsőként jelentős külföldi sikereket értek el.

## A zenekar története
A zenekar 1995 tavaszán alakult a budapesti Ráday Klub egyik asztalánál, mikor a Boppers rockabilly együttesből kivált Győri László dobos (Tubus), a Gunning Dogs rockabilly együttesből Lukáts Péter énekes/gitáros (Pete Gorilla) és öccse, az akkor alig 18 éves Lukáts Tamás nagybőgős (Tom Alien) elhatározták, hogy összeállnak, és zenekart alapítanak. A zenei koncepció először modern rockabilly volt, mivel a két idősebb tag ebben a műfajban tevékenykedett, és kisebb nevet szerzett magának ebben a sajátos szubkultúrában. A zenekart ekkor „Hot Rod Gang”-nek hívták, egy 1982-es Stray Cats dal nyomán. Hamar rájöttek arra, hogy az eddigi zenekaraikhoz képest sokkal feszesebb és pontosabb ritmust képesek elérni ebben a formációban, és a próbák során a zenei húzás, a feszes ritmus kimunkálása elsődleges szempontnak számított. Annak ellenére, hogy a zenekar viszonylag egységes elképzelésekkel rendelkezett, a három tag zenei háttere, ízlésvilága és zenei gondolkodásmódja jelentősen különbözött egymástól. Lukáts Péter - főképpen a Gunning Dogsban eltöltött idők során - Brian Setzer gitárjátékának fanatikusává vált, és a Setzer által képviselt, dallamos, rockos, de ugyanakkor picit jazzes rockabilly gitározás elsajátításával volt elfoglalva. Öccse, a nagyon fiatal és fogékony Lukáts Tamás meglehetősen korán - kicsit eltávolodva idősebb testvére rockabilly világától, az akkor második aranykorát élő, nyugat-európai psychobilly színtér zenei felhozatalának hatása alá került, és fő célja az volt, hogy a psychobilly műfaj legnagyobb sebességgel játszó, legprofesszionálisabb sztárnagybőgőseinek - mint pld a dán Kim Nekroman, vagy a német Holly - technikáját megtanulja. Győri László dobos viszont a 80-as évek speciálisan holland és brit neo-rockabilly világában élt, olyan feszesen játszó csapatok hatása alatt, mint a Restless vagy a Batmobile. Ez a három, látszólag jelentősen különböző zenei világ határozta meg később a zenekar sajátos stílusát, amelyben – annak ellenére, hogy a zenekart psychobilly zenekarként tartják számon világszerte – ezen műfajok jellemzői gyakran felismerhetőek.
Az első évek alatt a zenekar stílusa egyre inkább a psychobilly irányába tolódott el, mert új irányvonalat kerestek, amelyben meg lehet szabadulni a rockabilly zenében jellemző műfaji kötöttségektől, amelyek lekorlátozhatják a zenészek kreativitását. Első, budapesti klubkoncertjeiken már erőteljesen psychobilly jegyeket hordoztak, és néhány Stray Cats dal kivételével a műsor jó részét psychobilly vagy keményebb neo-rockabilly feldolgozások tették ki.
1997-ben a Gorilla elkészítette első demófelvételeit, egyelőre magyar nyelven. Ezekkel a felvételekkel szinte az összes létező magyar hanglemezgyártót megkeresték, de visszautasították őket, vagy csak a zene drasztikus megváltoztatása árán lettek volna hajlandók kiadni a lemezt. A zenekar elkeseredésében megpróbált kapcsolatot létesíteni külföldi kiadókkal, de nem jártak sikerrel. Ősszel azonban egy véletlen internetes találkozás során egy magyar származású osztrák psychobilly bőgős, Stefan Foster segítségével ajánlást kaptak a német Crazy Love Recordshoz, melynek tulajdonosa, Guido Neumann felajánlotta, hogy egy dallal szerepelhetnek a 98-ban megjelenő It Came From Hell válogatáslemezen. Erre a célra felvették a Coma című dalt – már angol nyelven, – és megjelentették a lemezen. A dal olyan nem várt érdeklődést és sikert hozott, hogy azonnal több nyugat-európai kiadó is érdeklődött a zenekar iránt, többek között olyanok is, akik azelőtt válaszra sem méltatták őket. Ők azonban maradtak a Crazy Love Recordsnál, és 99 januárjában megjelentették első, önálló albumukat Too Much For Your Heart címmel, melynek felvételei Gerendás Péter stúdiójában készültek Sallai Tibor hangmérnöksége alatt. A lemezt a külföldi kritika nagyon kedvezően fogadta, és meghívták a zenekart a 99 februárjában tartandó „You know them from Klub Foot” fesztiválra, ahol a műfaj legnagyobb világsztárjaival léphettek fel, mint pld a Nekromantix, vagy a hosszú szünet után visszatérő brit Demented Are Go. Mivel a Demented Are Go visszatérése hatalmas közönséget hozott az esseni koncertterembe, a közönség mennyisége, majd a koncert későbbi visszhangja a Gorilla zenekar minden elképzelését felülmúlta.
Ettől kezdve rendszeressé váltak a nyugat-európai és skandináv koncertfelkérések. A külföldi siker felkeltette a magyar közönség érdeklődését is. Egy reklámügynökség megkereste az együttest, hogy az első lemezükön szereplő Szóljon Hangosan az Ének feldolgozásukat egy meglehetősen ködös megállapodás értelmében hadd használják fel a 99-es Pepsi Sziget himnuszaként. A zenekar a hazai siker reményében odaadta a dalt, de néhány héttel később döbbenten tapasztalták, hogy egy másik közszereplő szájába adták a dalt, aki egy videóklipben tátogott rá. Ebből aztán jogi bonyodalom keletkezett, de végül peren kívüli megegyezés született.
Ezt követően a zenekar egy kislemezt is megjelentetett Japánban. 1999 végén - szintén a Crazy Love gondozásában - a zenekar megkezdte Genetic Joke című albumának felvételét, amely 2000 tavaszán jelent meg. A zene már valóban igazi psychobilly volt, de még mindig felismerhetőek voltak benne a korábbról hozott rockabilly elemek, és ennek köszönhetően a külföldi szaksajtó rendszeresen írt a kimagasló hangszeres teljesítményről, amit a zenekar a lemezen nyújt. Az önálló albumok mellett a Gorilla több tucat válogatáson szerepelt világszerte, és 2000-ben a Bravissimo 6 válogatás lemezen szereplő Szóljon Hangosan az Ének feldolgozásukért a BMG hanglemezkiadótól aranylemezt vehettek át.
Lukáts Péter 2001 januárjában Kanadába költözött, ezért a zenekar életének ez a fejezete lezárult. Évente csak egyszer tért haza, amikor kisebb klubkoncerteket adtak, de több alkalommal játszottak Németországban úgy, hogy a világ különböző pontjairól érkeztek, és a koncert után ismét elváltak egymástól.
2003-ban megjelent a Gorilla harmadik, egy korábbi lipcsei koncert hangfelvételén alapuló szólólemeze Flamenco Death címmel.
2004 augusztusában ismét összeálltak, hogy a budapesti Kultiplexben nagyszabású koncertet rendezzenek.
Az évek során Győri László (Tubus) és Lukáts Tamás (Tom Alien) az „All in” együttesben tevékenykedett, míg Lukáts Péter (Pete Gorilla) a torontói „Real Gone” együttesben játszott egy rövid ideig, de több, sikertelen zenekar-alapítási próbálkozás után főleg otthon készített szólófelvételeket és gitártechnikai videókat, és mellette vendégként többször fellépett kanadai rockabilly zenekarok műsorában. 2009 januárjában azonban hazatelepült Magyarországra és hajdani zenésztársaival eltervezték a zenekar újraindítását, külföldön és magyarországi színpadokon egyaránt.
Először 2009. november 7-én tértek vissza Osnabrückben, ahol egy psychobilly fesztiválon vettek részt, majd november 20-án tartották magyarországi visszatérő koncertjüket a Dürer Kert nagytermében.
Azóta hazai koncertek mellett headlinerként szerepeltek Ausztriában, többször Németországban, több alkalommal Ukrajnában és Spanyolországban, Oroszországban, részt vettek egy több állomásos turnén Brazíliában, ahol São Paulo-ban és Londrinában adtak koncerteket. 2012 augusztusában Los Angelesben vendégszerepeltek a Psychlone fesztivál fő műsorszámaként.

## Diszkográfia
- 1998. VA - It Came from Hell (Gorilla - Coma) Crazy Love Records
- 1998. VA - Banzai Magazine #4 (Gorilla - Hotel Fantom)
- 1998. VA - Sztárok Az Életért (Gorilla - A GYilkos Szer) Maximusic Records
- 1999. Gorilla - Too Much For Your Heart (Album) Crazy Love Records
- 1999. Gorilla - Child In My Dream EP (Japan) Revel Yell Records
- 2000. Gorilla - Genetic Joke (Album) Crazy Love Records
- 2000. VA - Revel Without a Cause (Japan) (Gorilla - Csavargó, Gorilla - Hotel Fantom) Revel Yell Records
- 2000. VA - Mental Hell Vol1. (Gorilla - Too Much For Your Heart) Mental Hell
- 2000. VA - Bravissimo 6. (Gorilla - Szóljon Hangosan az Ének)/Aranylemez/ BMG Hungary
- 2001. VA - Crazy Love compilation (Gorilla - Otherworld) Crazy Love Records
- 2001. VA - Crazy Love compilation (Gorilla - Too Much For Your Heart) Crazy Love Records
- 2001. VA - Tribute to AC/DC (Gorilla - Highway to Hell) 1G Records
- 2001. VA - Tribute to Batmobile (Gorilla - Transsylvanian Express) Downer Records
- 2001. VA - Demon is Crying (Gorilla - Homeless) Downer Records
- 2001. Ganxsta Zolee és a Kartel - Pokoli Lecke (Mi vagyunk azok/Gorilla - When I Was Young) Private Moon Records
- 2002. Garaz Magazine #16 (Gorilla - Vampire Strikes Back, Gorilla - Escape From Hell)
- 2002. VA - It Came From Hell Vol.4 (Gorilla - Flamenco Death, Gorilla - My Zombie Horse) Crazy Love Records
- 2003. VA - Kicked Outta Purgatory (USA) (Gorilla - Child In My Dream) HairBall 8 Records
- 2003. Gorilla - Flamenco Death (Live Album) Crazy Love Records